# دانشگاه الحدیده
دانشگاه الحدیده (به عربی: جامعة الحديدة) در سال ۱۹۹۶ به عنوان دانشگاه رسمی شهر حدیده یمن تأسیس شد. پیش از تأسیس آن، کالجی آموزشی در سال ۱۹۸۸ به عنوان شعبه‌ای از دانشگاه صنعا تأسیس شده بود.

## کالج‌ها
دانشگاه دارای ۱۱ کالج و دانشکده به شرح زیر می‌باشد:
- کالج آموزش در حدیده
- کالج آموزش در زبید
- کالج تجارت و اقتصاد
- کالج مذهب و حقوق
- دانشکده هنر
- کالج علوم دریایی و محیط
- دانشکده تربیت بدنی و ورزش
- دانشکده علوم پزشکی
- دانشکده هنرهای زیبا
- دانشکده علوم و مهندسی رایانه
- دانشکده دندان‌پزشکی

## منبع
مشارکت‌کنندگان ویکی‌پدیا. «Hodeidah University». در دانشنامهٔ ویکی‌پدیای انگلیسی، بازبینی‌شده در ۱۹ فروردین ۱۳۹۰.